# 张位正
张位正（1937年11月—），男，陕西洋县人，中华人民共和国政治人物，曾任银川市人民政府市长，中共银川市委书记，宁夏回族自治区人大常委会副主任。